# Вечеря за тъпаци
Вечеря за глупаци (на френски: Le Diner de Cons) е пиеса на Франсис Вебер, която той по-късно адаптира във филмов сценарий. Комедията, чиито режисьор е самият Вебер, излиза през 1998 г. и печели голямо признание. Главните роли се изпълняват от Тиери Лермит и Жак Вийере.
В България текстът е по-познат с името Вечеря за тъпаци. Пиесата е поставена на родна сцена от Иржи Менцел в Сатиричен театър „Алеко Константинов“, където се играе над 10 сезона. В главните роли са именитите български актьори Христо Гърбов и Иван Бърнев.